# Felix Eugenio Mkhori
Felix Eugenio Mkhori (ur. 24 sierpnia 1931 w Mtenje, zm. 27 października 2012 w Blantyre) – malawijski duchowny rzymskokatolicki, biskup Chikwawy i Lilongwe.

## Biografia
8 września 1961 otrzymał święcenia prezbiteriatu.
29 września 1977 papież Paweł VI mianował go biskupem pomocniczym diecezji Chikwawa oraz biskupem tytularnym Sicca Veneria. 8 stycznia 1978 w Limbe przyjął sakrę biskupią z rąk biskupa Chikwawy Eugena Josepha Fransa Vroemena. Współkonsekratorami byli arcybiskup Blantyre James Chiona oraz biskup Zomby Matthias A. Chimole.
12 lutego 1979 papież Jan Paweł II mianował go biskupem Chikwawy. Był pierwszym Malawijczykiem na tej katedrze. W latach 1980–1984 oraz 1994 - 2000 był ponadto przewodniczącym Konferencji Episkopatu Malawi.
Wielokrotnie stawał w obronie praw człowieka w Malawi. Wraz z innymi malawijskimi biskupami był sygnatariuszem wielkopostnego listu pasterskiego odczytanego w malawijskich kościołach w niedzielę 8 marca 1992. Episkopat skrytykował w nim łamanie praw człowieka przez reżim prezydenta Hastingsa Kamuzu Bandy. Rząd uznał list pasterski za publikację wywrotową, uznając jego posiadanie za przestępstwo. Biskupi byli przesłuchiwani przez policję w Blantyre. Rząd rozpoczął ponadto oszczerczą kampanię w mediach przeciwko episkopatowi. Malawi News pisał, że celem listu było zaimportowanie terroryzmu IRA. Policja w Zombie otworzyła ogień do studentów protestujących w obronie biskupów. Sytuacja zaniepokoiła społeczność międzynarodową, która obawiała się rozpętania prześladowań katolików oraz zabójstw sygnatariuszy listu, co było znanym sposobem uciszania krytyków reżimu Bandy. W sprawie interweniowało m.in. Amnesty International. Ostatecznie w sytuacji przemian demokratycznych, które rozpoczęły w państwie, obawy nie sprawdziły się. Bp Mkhori był również mediatorem między różnymi grupami etnicznymi i religijnymi w Malawi.
23 stycznia 2001 Jan Paweł II przeniósł go na stołeczną katedrę w Lilongwe. Biskupem Lilongwe był do 4 lipca 2007, gdy po osiągnięciu wieku emerytalnego, zrezygnował z katedry. Zmarł 27 października 2012 w szpitalu w Blantyre.